# Helminthophora tenera
Helminthophora tenera är en svampart som beskrevs av Bonord. 1851. Helminthophora tenera ingår i släktet Helminthophora, divisionen sporsäcksvampar och riket svampar.   Inga underarter finns listade i Catalogue of Life.